# Lauri Ylönen
Lauri Johannes Ylönen (Helsinki; 23 de abril de 1979) es un cantante y compositor finlandés, miembro y líder de la banda de rock alternativo The Rasmus.

## Biografía

### The Rasmus

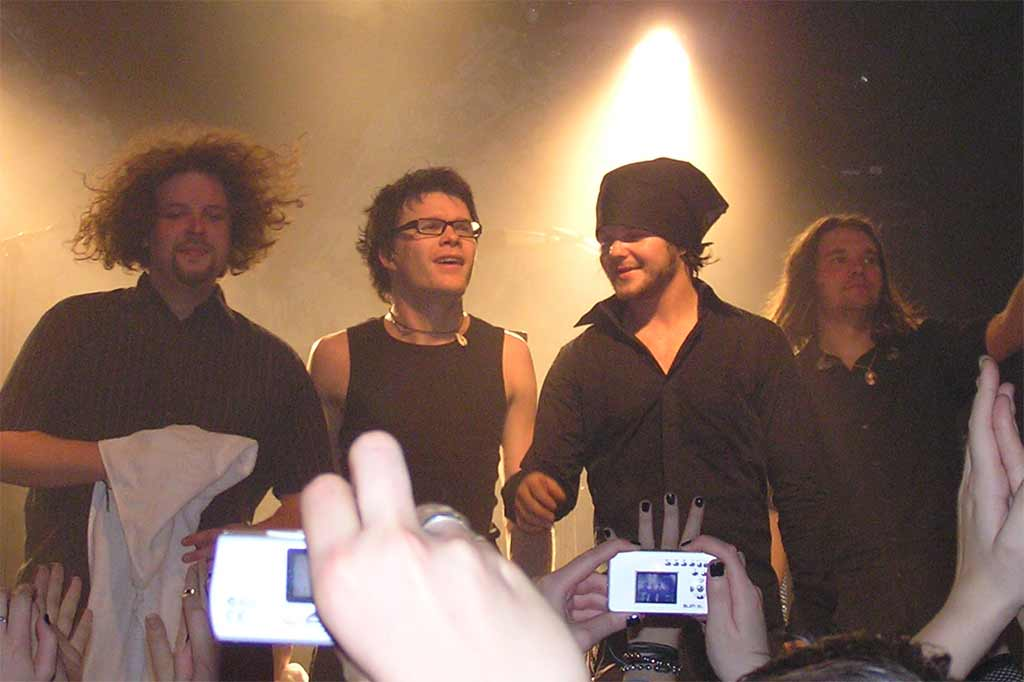
The Rasmus tras un concierto.

Cuando él y Heinonen asistían a Suutarila high school en los 90, conocieron a Pauli Rantasalmi y después a Janne Heiskanen. 
Allí comenzaron con el proyecto musical al que llamaron Sputnik, luego Antilla, y al final The Rasmus. En sus comienzos, él era el baterista, pues le aterraba el hecho de tener que cantar en vivo, pero su hermana Hanna lo convenció de ser el vocalista, ya que a su parecer tenía una voz sobresaliente.
La primera aparición de The Rasmus fue después de las vacaciones de invierno en 1994. Lauri Ylönen recuerda que fue una fecha cercana a la Navidad.
Tocaron canciones de estilo rock y funk. Con el paso del tiempo, Ylönen se convirtió en el líder de la banda; como vocalista, compositor y escritor. 
Finalmente, Lauri abandonó la escuela porque la banda requería mucho de su tiempo.
En 1998, después de tres álbumes, Janne Heiskanen dejó la banda y Aki Hakala se convirtió en el nuevo baterista de Rasmus. Ese mismo año, su mánager Teja Kotilainen despidió a Warner Music Finland, la compañía discográfica que había firmado a Rasmus y contrató a Playground Music Scandinavia poco después. Fue también en ese momento cuando la banda agregó la palabra "The" a su nombre, por lo que pasaron a ser The Rasmus.

### Dynasty
En 1999 fue fundada una asociación llamada Dynasty; la asociación consistía de tres bandas finlandesas: The Rasmus, Killer y Kwan.
El propósito de la asociación es manifestar la lealtad y amistad entre las bandas y sus integrantes, además de compartir su estudio y de servir de apoyo para numerosas bandas que no cuentan con un sello discográfico.
Él es uno de los propietarios del estudio, y compone y produce para varios artistas que graban allí.
Muchos de los miembros tienen tatuajes o llevan el logotipo 'Dynasty'
en sus guitarras, Lauri tiene un tatuaje en su brazo, al igual que Pauli (se lo tatuó solo porque Lauri se lo pidió), que también lo tiene su guitarra.

### Proyectos en solitario
En 2004, grabó una canción junto con Apocalyptica y el cantante de HIM, Ville Valo, llamada "Bittersweet".
Al año siguiente realizó otra canción con Apocalyptica llamada "Life Burns", también puesta en venta como sencillo y se realizó un vídeo musical. El género musical de "Life Burns" es mucho más pesado que "Bittersweet".
Anteriormente, en 2001, grabó el tema "All I Want" con la banda Killer. Luego, fue uno de los cantantes que cantaron la canción "Chillin' at the Grotto" en Emma Gaala.
En 2008, debutó como compositor de la banda de sonido de la exitosa película finlandesa Blackout. Ese mismo año produjo el disco debut de la cantante Belle Who.
Varios sitios de medios de Finlandia informaron que Lauri lanzará un álbum en solitario el próximo marzo, del cual el estreno mundial del primer tema se llevará a cabo en el EMMA Gaala el 26 de febrero. El título de la canción que presentará es Heavy.
Según Lauri, sólo quería probar algo nuevo y lanzar esas canciones que escribió antes y que no encajaban con el estilo de la banda, pero no quería forzar al resto de los chicos de The Rasmus.
El vídeo de Heavy ha sido rodado en diciembre, ha sido dirigido nuevamente por Owe Lingvall (director de October & April y Justify). Fue estrenado el 28 de febrero y el disco salió a la venta en Finlandia el 30 de marzo.
Recientemente, Lauri a estrenado su propia página web oficial, una página en Facebook y un Twitter.
El próximo sencillo será In The City, su vídeo ha sido rodado a fines de abril y comienzos de mayo en Las Vegas y el Desierto de Nevada. El vídeo nuevamente ha sido dirigido por Owe Lingvall.
Después de dos años, en 2013, Lauri vuelve a grabar un tema en solitario y el 11 de marzo publica en su canal de YouTube un vídeo llamado "She's A Bomb". 
El 30 de marzo Lauri publica un nuevo vídeo, esta vez bajo el nombre de "Amanda" (la muñeca de Lauri que aparece en los vídeos: "Heavy", "In The City" y "She's A Bomb") llamado "My Favorite Drug". Este vídeo fue dirigido por el bajista de The Rasmus: Eero Heinonen.
El 29 de noviembre publica un nuevo vídeo: "My House", grabado en Los Ángeles y en el que Lauri personificó al rey del pop Michael Jackson y al rey del rock Elvis Presley. 
El 6 de agosto de 2015, publicó una nueva canción llamada "A New Day", con un sonido diferente a sus anteriores sencillos en solitario que presentaban sonidos electrónicos. La nueva canción fue grabada con piano de fondo.
Seis años después, en 2021, Lauri vuelve a subir vídeos a su canal oficial de YouTube. En esta ocasión, los vídeos grabados desde su hogar en Hawái llamados "Bedroom Sessions", donde cada domingo se publicará un nuevo vídeo interpretando canciones de The Rasmus, así como otras que lo han inspirado a lo largo de los años. La primera fue "Everyday" del álbum Hell Of A Tester de The Rasmus, publicada el 21 de marzo.

### Éxito

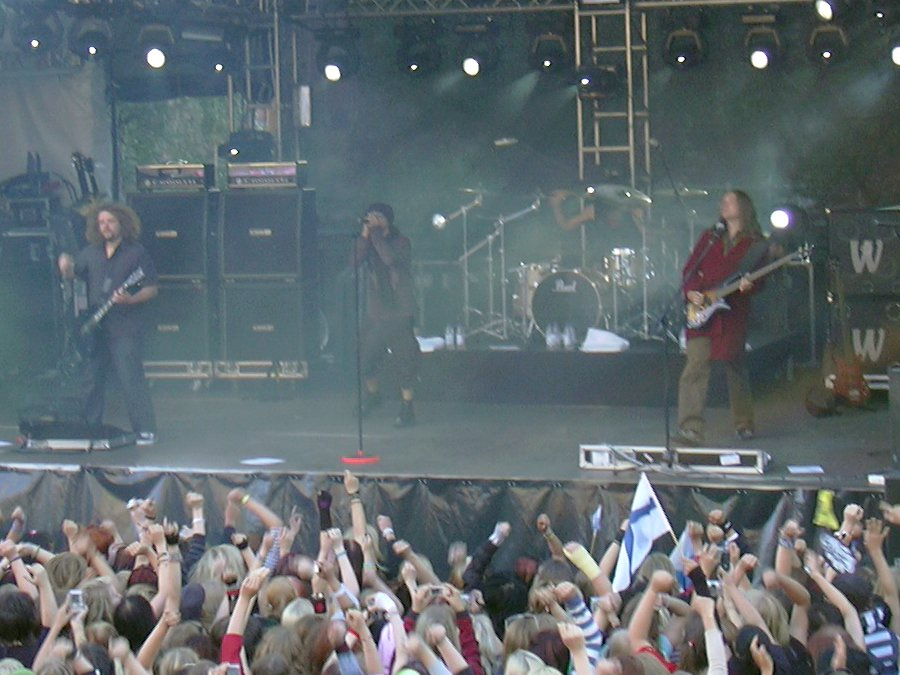
The Rasmus en un concierto en la ciudad de Tampere (Finlandia).

Después muchos años viajes y giras, The Rasmus es una de las bandas más populares e importantes en Finlandia; así como muy bien reconocida en Europa, Latinoamérica y el resto del mundo. Lauri Ylönen es considerado uno de los músicos finlandeses más importantes y uno de los más influyentes en la escena musical europea. Hay quienes incluso lo han comparado con el gran Michael Stiper de la banda R.E.M.
También lo han nombrado uno de los compositores finlandeses más importantes, y uno de los músicos más importantes de la historia musical finlandesa.
Es, además, la personalidad cultural que más dinero gana en Finlandia y uno de los que más aportó a la economía finlandesa.
En 2001, con tan sólo 22 años, fue invitado por la presidenta de Finlandia, la socialdemócrata Tarja Halonen, a la Celebración de Independencia en el Palacio de Gobierno.
Como curiosidad, se ha hecho un personaje suyo en el juego Los Sims.

### Vida personal
- Fue pareja durante un tiempo de Siiri Nordin, vocalista de la banda Killer.
- En 2004 empezó una relación con Paula Vesala, cantante finlandesa de la banda PMMP.
- En 2008 el 13 de abril tuvo a su primer hijo, Julius Kristian Ylönen.
- En 2015 el 5 de enero se casó con su pareja, Paula Vesala.
- En 2016 el 29 de septiembre anuncia su divorcio con Paula Vesala  .
- En 2017 Actualmente sale con Katriina Mikkola y ambos son padres de un niño llamado Oliver.
- En 2021 el 17 de octubre tuvo a su segunda hija con Katriina, llamada Ever Marlene.

## Discografía

### Con The Rasmus
- 1996: "Peep"
- 1997: "Playboys"
- 1998: "Hell Of A Tester"
- 2001: "Into"
- 2004: "Dead Letters"
- 2005: "Hide From The Sun"
- 2008: "Black Roses"
- 2012: "The Rasmus"
- 2017: "Dark Matters"
- 2022: "Rise"

### Como solista
- 2011: New World